# Malá Horka
Malá Horka je malá vesnice, část města Železný Brod v okrese Jablonec nad Nisou. Nachází se asi dva kilometry východně od Železného Brodu. Malá Horka leží v katastrálním území Hrubá Horka o výměře 2,53 km².

## Historie
Malá horka byla před lety 1600 1680 samostatným městem. První písemná zmínka o vesnici pochází z roku 1543.
| Rok            | 1869 | 1880 | 1890 | 1900 | 1910 | 1921 | 1930 | 1950 | 1961 | 1970 | 1980 | 1991 | 2001 | 2011 | 2021 |
| -------------- | ---- | ---- | ---- | ---- | ---- | ---- | ---- | ---- | ---- | ---- | ---- | ---- | ---- | ---- | ---- |
| Počet obyvatel | 220  | 213  | 188  | 190  | 159  | 128  | 169  | 111  | 90   | 62   | 84   | 40   | 50   | 61   | 58   |
| Počet domů     | 30   | 30   | 30   | 30   | 31   | 30   | 30   | 32   | 32   | 27   | 25   | 23   | 24   | 25   | 25   |

## Pamětihodnosti
- Usedlost čp. 3
- Boží muka
- Dub v Malé Horce, památný strom